# Zmaj Fizir FN
O Zmaj Fizir FN (em sérvio:  Змај Физир ФН) foi um avião projetado para treinamento elementar de pilotos na Iugoslávia antes da Segunda Guerra Mundial. Foi produzida pela Zmaj, uma fábrica localizada em Zemun, na fábrica Rogožarski em Belgrado, e na Albatros em Sremska Mitrovica.
O Fizir FN tinha uma estabilidade excepcional em baixa velocidade, uma qualidade desejável para aeronaves de treinamento, sendo também confiável e de fácil manutenção. Era também utilizado amplamente como aeronave desportiva.

## Projeto e desenvolvimento
O primeiro protótipo do Fizir FN (Fizir treinador) foi projetado e manufaturado na oficina de Rudolf Fizir em Petrovaradin no ano de 1929. Sua oficina não tinha capacidade para produzir a aeronave de forma industrial, sendo mais adequada para projetar e construir protótipos. Apesar de pequena, esta oficina teve um papel significativo no desenvolvimento da indústria aeronáutica na Iugoslávia após ter se desenvolvido, sendo utilizada para o treinamento de engenheiros que posteriormente se tornaram importantes e famosos em engenharia aeronáutica. Muitos protótipos de aviões bem sucedidos desta oficina foram posteriormente produzidas por fábricas iugoslavas.
O Fizir FN era um avião de treinamento biplano monomotor e com dois assentos, com um par de suportes em cada lado. As asas eram arredondadas nas pontas e flaps foram instalados na asa superior e na asa inferior. O trem de pouso era fixo. Para amortecimento, eram utilizadas molas e borrachas (nos primeiros modelos) ou com anéis de areia (nos modelos posteriores). A estrutura de madeira da fuselagem e das asas eram cobertas com tela. Enquanto a aeronave estava em produção, sofreu várias melhorias, sendo continuamente refinada e criando vários sub-modelos desta aeronave, dependendo do motor instalado.

## Histórico operacional
As três primeiras aeronaves foram produzidas na fábrica da Zmaj para o Aero Club. Dadas as excelentes características de voo, o Comando da Força Aérea decidiu utilizá-lo para substituir todas as aeronaves que eram usadas até então para o treinamento elementar. Na época as escolas utilizavam o Ikarus SB-1 (Mali Brandenburg) com um motor Mercedes de 73 kW, o Hanriot H-320 produzido pela Zmaj com motores Salmson Até 210 cv fabricados em 1928. No início de 1931, a Zmaj produziu e entregou 20 Fizir FN produzidos em série com o motor radial Walter NZ 120 e 10 com o motor em linha Mercedes D.II com 120 hp. Até 1939, a Zmaj havia produzido 137 aeronaves, com a Rogožarski fabricando outros 40. No ano de 1940 a fábrica Albatros baseada em Sremska Mitrovica produziu mais 20 aeronaves deste tipo. Antes da Guerra, a Aviação da Marinha havia pedido quatro hidroaviões Fizir FN com um motor mais potente, o Walter Mars I com 106 kW. A produção dos últimos 10 FN iniciou em 1943 na Zmaj para a Força Aérea da Croácia, mas não foram finalizados até a liberação, quando foram entregues para a Federação Aeronáutica da Iugoslávia.
Durante a Segunda Guerra Mundial, as aeronaves produzidas na Iugoslávia foram utilizadas pela Itália na Albânia. Esta aeronave, por ser fácil de voar e manter, permaneceu operacional por muitos anos (quase até 1950), como aeronave para treinamento elementar, tanto na aviação militar como civil, incluindo voos desportivos.
Existem dois Fizir FN que sobreviveram ao tempo. Um deles (número de série 9009, matrícula YU-CAY) é mantido no Museu de Aviação em Belgrado, no aeroporto Nikola Tesla. O outro, designado Fizir FNH, que é um FN convertido para hidroavião (número de série 9002, matrícula YU-CGO), é mantido no Museu Técnico em Zagreb.

## Operadores
Reino da Iugoslávia
- Real Força Aérea Jugoslava 206 aeronaves

 Iugoslávia
- Força Aérea Iugoslava – pós-guerra
- Letalski Maribor (operador civil) – pós-guerra

 Estado Independente da Croácia
- Força Aérea do Estado Independente da Croácia - 23 aeronaves[10] ex-Real Força Aérea Jugoslava

 Itália
- Regia Aeronautica

## Variantes
- Fizir FN – Mercedes – equipado com o motor Mercedes de 88 kW,
- Fizir FN – Walter – equipado com o motor Walter NZ-120 de 88 kW e
- Fizir FN – Walter Mars I – hidroavião equipado com o motor Walter Mars I de 106 kW, (foi apelidado de "Pequeno Fizir" ou "Fizir Mars").